# Schloss Bündorf

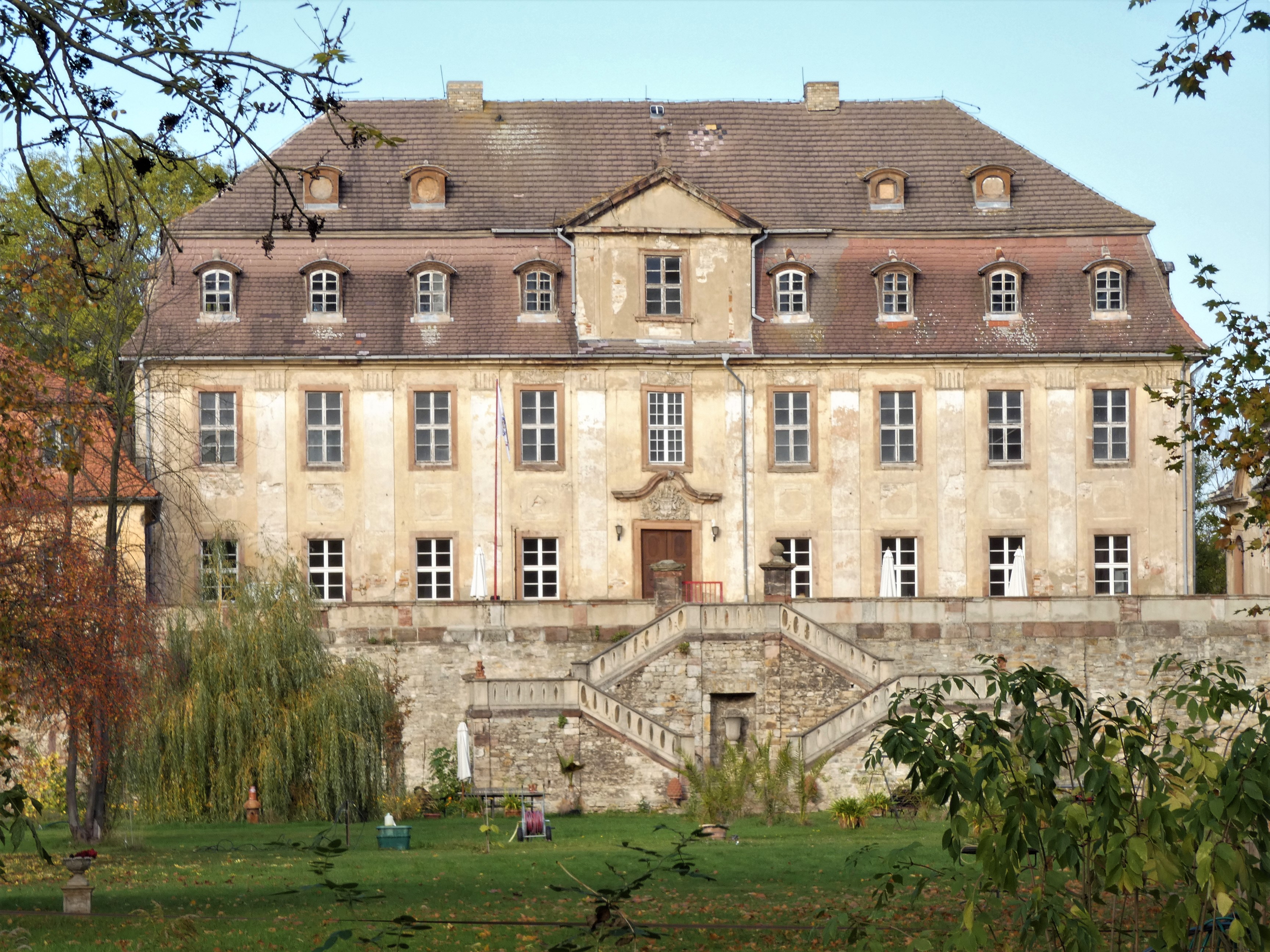
Schloss Bündorf, 2020

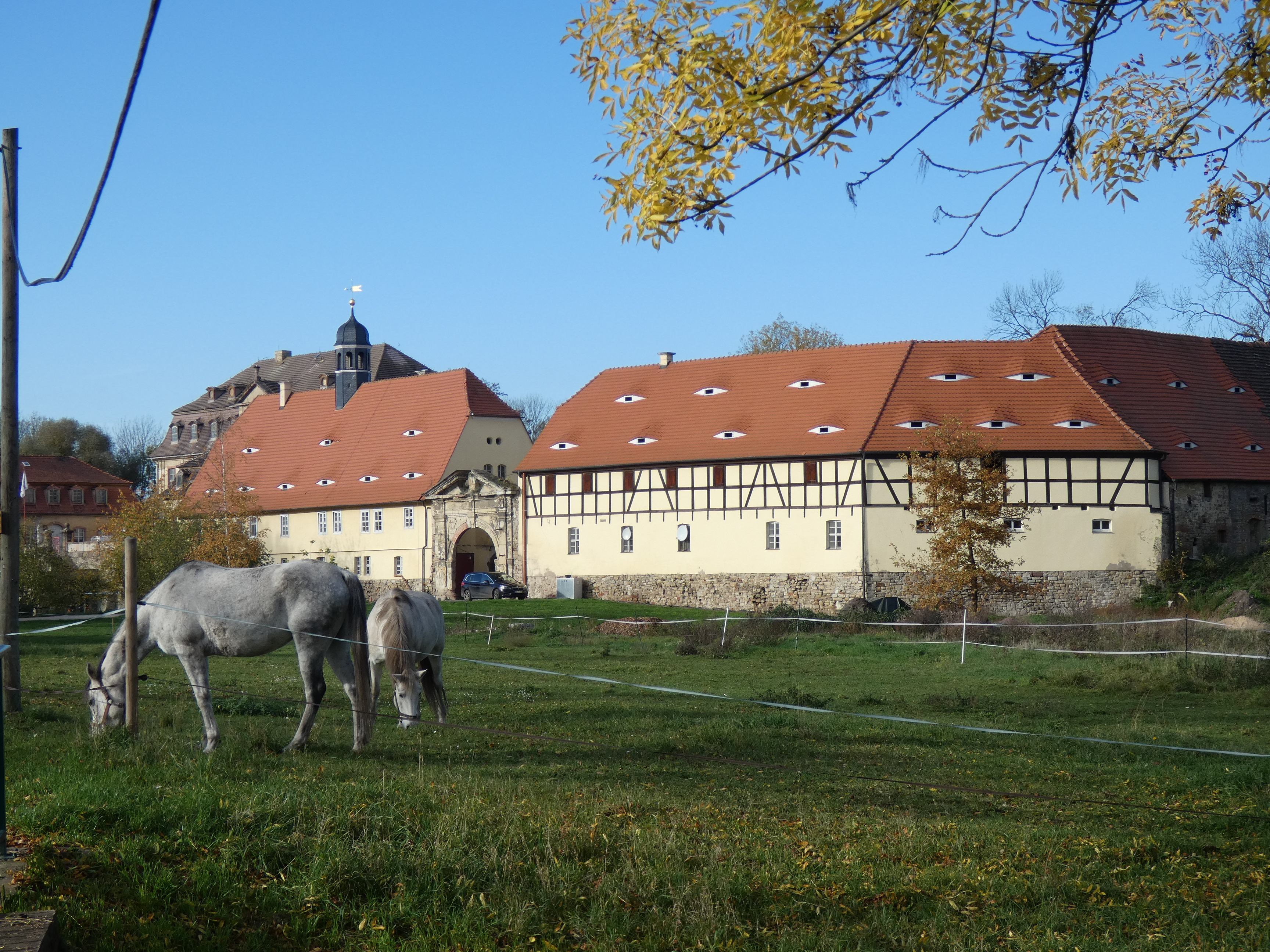
Sanierte Gebäude des Wirtschaftshofes, 2020

Das Schloss Bündorf, auch Rittergut Bündorf, ist ein denkmalgeschütztes Bauwerk im Ortsteil Bündorf der Gemeinde Schkopau im Saalekreis in Sachsen-Anhalt. Im örtlichen Denkmalverzeichnis ist das Schloss unter der Erfassungsnummer 094 20404 als Baudenkmal verzeichnet. Es befindet sich unter der Adresse Bündorfer Straße 42.

## Geschichte
Das heutige Schloss Bündorf ließ Ludwig Adolph Freiherr von Zech im Jahre 1764 durch Johann Samuel Löhnitz aus Merseburg erbauen. Es entstand anstelle einer  frühmittelalterlichen Wasserburg im nordwestlichen Bereich der Hochhalde Schkopau, einem künstlichen Hügel in der Sumpfniederung der Laucha. Forschungen ergaben, dass sich hier schon vor der ersten Jahrtausendwende eine befestigte Wehranlage befunden hat.
Das Schloss blieb bis zur Bodenreform in der Sowjetischen Besatzungszone im Jahr 1945 im Besitz der Familie Graf von Zech-Burkersroda. Von 1950 bis 1996 wurde das Schloss und der Wirtschaftshof von landwirtschaftlichen Genossenschaften und als Altenheim genutzt.
Seit 1996 ist das Schloss in Privatbesitz und stand zunächst leer. 2012 wurde es versteigert. Nachfahren der ehemaligen Besitzerfamilie Zech-Burkersroda erwarben das Anwesen mit dem Ziel der Sanierung und Wiederbelebung der Gebäude. Bei einem Teil der Wirtschaftsgebäude ist die Sanierung bereits abgeschlossen. Seit 2018 wird das Schloss von den Eigentümern auch bewohnt.

## Beschreibung
Es handelt sich um einen stattlichen, zweigeschossigen barocken Rechteckbau zu neun Achsen mit Mansardwalmdach. Flache Kolossalpilaster gliedern die südliche Längsfront des Corps de Logis. Das Hauptportal im breiten Mittelfeld ist mit Wappenrelief unter einem Schweifgiebel verziert mit darüberliegenden ornamentbekrönten Fenstern. Von der hier befindlichen Terrasse führt eine repräsentative zweiläufige Freitreppe zu einer Gartenanlage, dem ehemaligen Schlosspark. An der Rückseite des Gebäudes befindet sich ein tiefer dreiachsiger Mittelrisalit.
Westlich wird der Hof von einem eingeschossigen Nebengebäude, vermutlich auch aus der Bauzeit des Schlosses, begrenzt. Gegenüber, östlich des Schlosses, befindet sich das ehemalige Brunnenhaus, der sogenannte Musikpavillon, ein eingeschossiger quadratischer Bau, der als erster Neubau in den 1720er Jahren entstand, vermutlich nach Plänen von Johann Michael Hoppenhaupt.
Die Haupteinfahrt in den Schlosskomplex führt über eine, den nunmehr trockenen Wassergraben überspannende Brücke. Das Tor besteht aus einem großen Pilasterportal mit gesprengtem Dreiecksgiebel und den Initialen der 1720 verstorbenen Erdmuthe Dorothea Herzogin zu Sachsen, die hier ihren Witwensitz hatte.
Das Innere wurde durch den Umbau zum Altenheim stark verändert. Vom Vorgängerbau aus der Mitte des 16. Jahrhunderts existieren noch umfangreiche Kelleranlagen.
Die zum Teil in Fachwerk ausgeführten Wirtschaftsgebäude an der Ostseite sind hufeisenförmig um den zweiten Hof angelegt.